# Copa Rio de 1998
A Copa Rio de Profissionais de  1998 foi a 8ª edição da Copa Rio, chamada, neste ano, como Róbson Pantaleão Resende, competição organizado pela Federação de Futebol do Estado do Rio de Janeiro, para definir o segundo clube do Rio de Janeiro para a disputa da Copa do Brasil. O Fluminense venceu o São Cristóvão e se sagrou campeão dessa competição.

## Fases finais
Em itálico, os times que possuem o mando de campo no primeiro jogo do confronto e em negrito os times classificados.
|  | Semifinais          | Semifinais    | Semifinais | Semifinais |   |                  | Final | Final |
|  |                     |               |            |            |   |                  |       |       |
|  | Macaé               | 0             | 0          | 0          |   |                  |       |       |
|  | Fluminense          | 1             | 2          | 3          |   |                  |       |       |
|  | Fluminense          | 1             | 2          | 3          |   | Fluminense (pro) | 4     |       |
|  |                     |               |            |            |   | Fluminense (pro) | 4     |       |
|  |                     | São Cristóvão | 0          |            |   |                  |       |       |
|  | São Cristóvão (pen) | São Cristóvão | 0          | 1          | 0 | 1 (4)            |       |       |
|  | São Cristóvão (pen) |               |            | 1          | 0 | 1 (4)            |       |       |
|  | Volta Redonda       | 0             | 2          | 2 (2)      |   |                  |       |       |

## Jogo do título
Fluminense 4–0 São Cristovão
Data: 19 de dezembro de 1998.
Local: Estádio da Rua Bariri (Olaria).
Árbitro: Wiliam Marcelo Nery.
Renda: Não disponível.
Público: cerca de 1.000.
FFC: Diogo; Flávio, Wagner, Emerson, Ademir; Roberto Brum, Jorge Luís, Bruno Reis (Wellington), Roger; Gabriel Lima e Flavinho (Castro). Técnico: Duílio.
SCFR: Zé Carlos; Wendel, César, Alexandre e Danílson; William (Bebeto), Peterson, Wallace (Marco Aurélio) e Fabiano; Gutenberg (Cristiano) e Arnaldo. Técnico: Jorge Madeira.
Gols: Castro aos 4' e 9' do 1º tempo da prorrogação, Roger aos 4' e 9' do 2º tempo da prorrogação.
Cartões amarelos do FFC: Flavinho, Gabriel e Roger.
Cartões amarelos do S.C.F.R: não disponíveis.

| Copa Rio 1998                  |
| ------------------------------ |
| Fluminense Campeão (1º título) |